# Сан Пјеро (Месина)
Сан Пјеро је насеље у Италији у округу Месина, региону Сицилија.
Према процени из 2011. у насељу је живело 345 становника. Насеље се налази на надморској висини од 535 м.